# Battaglia per il Castello di Itter
La battaglia per il castello di Itter fu combattuta in Austria negli ultimi giorni della seconda guerra mondiale, cinque giorni dopo la morte di Adolf Hitler, deceduto il 30 aprile. Questa battaglia, svoltasi in un piccolo castello situato su una collina nei pressi del villaggio di Itter, in Austria, è ritenuta la più atipica del conflitto, essendo stata l'unica in cui statunitensi e tedeschi si ritrovarono a combattere come alleati.
Un distaccamento del 23º battaglione corazzato della 12ª Divisione Corazzata degli Stati Uniti, comandato dal capitano John C. "Jack" Lee Jr., insieme a soldati anti-nazisti della Wehrmacht e ad alte personalità francesi che erano prigioniere nel castello, si trovarono a combattere dalla stessa parte contro la 17ª Divisione Panzer Grenadier delle Waffen-SS. Tra i prigionieri c'erano l'ex primo ministro francese Édouard Daladier, vari generali e anche l'ex tennista Jean Borotra.

## Contesto storico
Dopo l'Anschluss, alla fine del 1940 il governo tedesco confiscò ufficialmente il castello, risalente al XIX secolo, al proprietario Franz Grüner. Il castello fu assegnato il 7 febbraio 1943 al tenente generale delle SS Oswald Pohl, per ordine diretto di Heinrich Himmler. La trasformazione del castello in prigione fu completata il 25 aprile 1943, quando fu posto sotto l'amministrazione del campo di concentramento di Dachau.
Il carcere era stato realizzato per la detenzione di personaggi d'alto valore per il Terzo Reich. Tra essi, infatti, c'erano la stella del tennis Jean Borotra, i Presidenti del Consiglio francesi Édouard Daladier e Paul Reynaud, la sorella maggiore di Charles de Gaulle, Marie-Agnès Cailliau, gli ex comandanti in capo Maxime Weygand e Maurice Gamelin, il leader di destra François de La Rocque, e il sindacalista Léon Jouhaux. Oltre alle importanti personalità francesi, il castello ospitò molti prigionieri dell'Europa orientale prelevati da Dachau, che furono utilizzati per la manutenzione e altri lavori di fatica.

## Battaglia

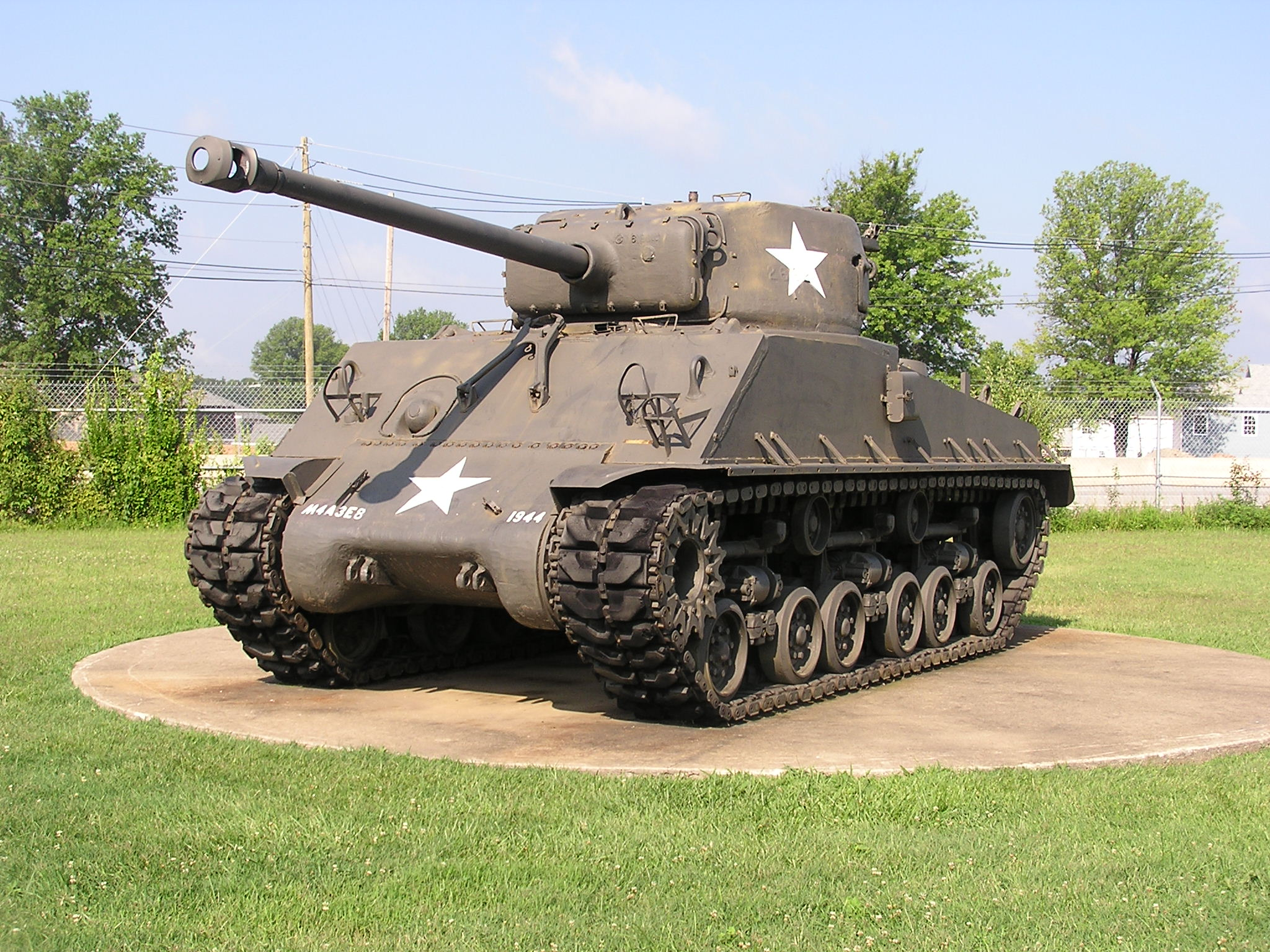
Un carro armato Sherman modello M4A3E8 ; lo stesso del Besotten Jenny

Il comandante della prigione, Sebastian Wimmer, scappò il 4 maggio 1945, dopo il suicidio di Eduard Weiter, ultimo comandante di Dachau. Le guardie della SS-Totenkopfverbände partirono poco dopo. I prigionieri presero così il controllo del castello, armandosi con le armi ivi abbandonate.
Zvonimir Čučković, un membro della resistenza jugoslava imprigionato ad Itter, era fuggito due giorni prima della partenza di Wimmer, andando in cerca degli Alleati per chiedere loro aiuto. Čučković incontrò la 103ª Divisione di fanteria statunitense vicino a Innsbruck e li informò del castello e dei suoi prigionieri. Il maggiore Josef Gangl, comandante di un'unità di soldati della Wehrmacht che aveva collaborato negli ultimi giorni di guerra con la resistenza austriaca, decise di collaborare per liberare i prigionieri, ma prima giudicò opportuno arrendersi agli statunitensi.
Fu così pianificata un'operazione di recupero per i prigionieri. Il capitano John Lee si offrì volontario per comandare la missione, e fu aiutato dai soldati di Gangl. Le sue forze consistevano di quattordici soldati statunitensi, due carri armati Sherman, una Volkswagen Kübelwagen e un camion che trasportava dieci soldati tedeschi. Durante il viaggio, la piccola colonna sconfisse un gruppo di SS che tentava di organizzare un posto di blocco, lasciando successivamente uno dei suoi carri Sherman nelle retrovie, a difesa di un ponte. I prigionieri francesi, entusiasti di vedere i soccorsi, rimasero però delusi dalle piccole dimensioni dell'operazione. Lee mise tutti gli uomini ai suoi ordini in posizioni difensive intorno al castello, e piazzò il suo secondo Sherman, chiamato "Besotten Jenny", di fronte all'ingresso principale.
La mattina del 5 maggio un ridotto gruppo di Waffen-SS cominciò l'attacco al castello. Prima dell'assalto principale, Gangl riuscì a telefonare ad Alois Mayr, capo della resistenza austriaca di Itter, e richiese rinforzi; giunsero così altri due soldati tedeschi e Hans Waltl, membro della resistenza austriaca. Lo Sherman iniziò a creare un fuoco di sbarramento con la sua mitragliatrice, ma fu presto distrutto dai nazisti. Lee ordinò quindi ai prigionieri francesi di rientrare nel castello, ma essi rimasero all'esterno e combatterono a fianco degli statunitensi e dei soldati della Wehrmacht, in uno scontro a fuoco che costò la vita al maggiore Gangl. Attorno alle 16.00 del giorno stesso arrivarono i rinforzi del 142º Reggimento Fanteria e le SS furono sconfitte.

## Significato storico
Per il suo impegno nella difesa del castello, Lee fu decorato con la Distinguished Service Cross. Gangl morì durante la battaglia, ucciso da un cecchino, ma fu onorato come un eroe nazionale austriaco. Questa fu l'unica battaglia, durante tutto il corso del conflitto, nella quale tedeschi e statunitensi combatterono fianco a fianco.

## Nella cultura di massa
Gli eventi della battaglia vengono raccontati nella traccia The Last Battle dell'album The Last Stand, pubblicato nel 2016 dal gruppo heavy metal svedese Sabaton.